# Vrabcha

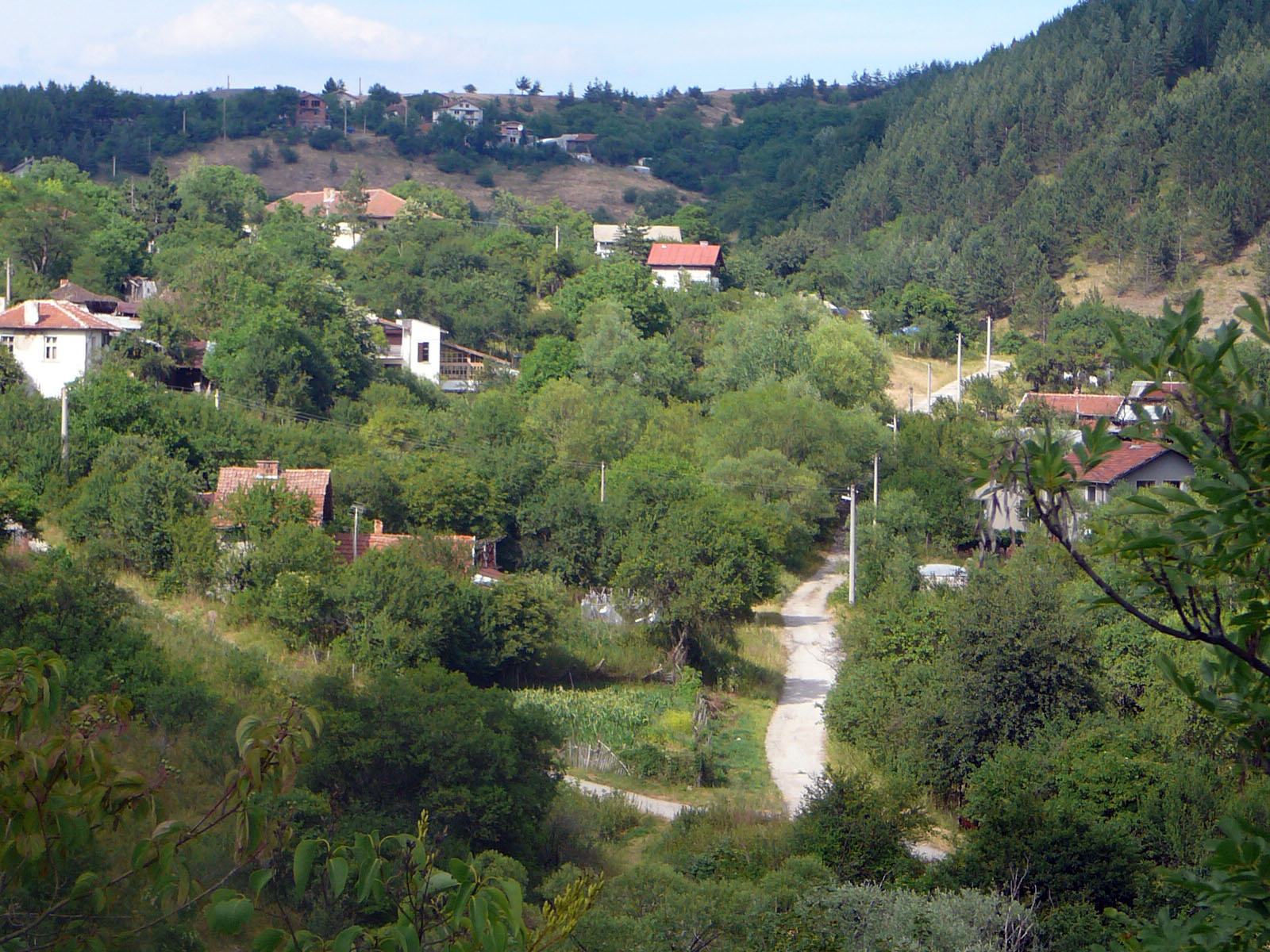
Vista de Vrabcha

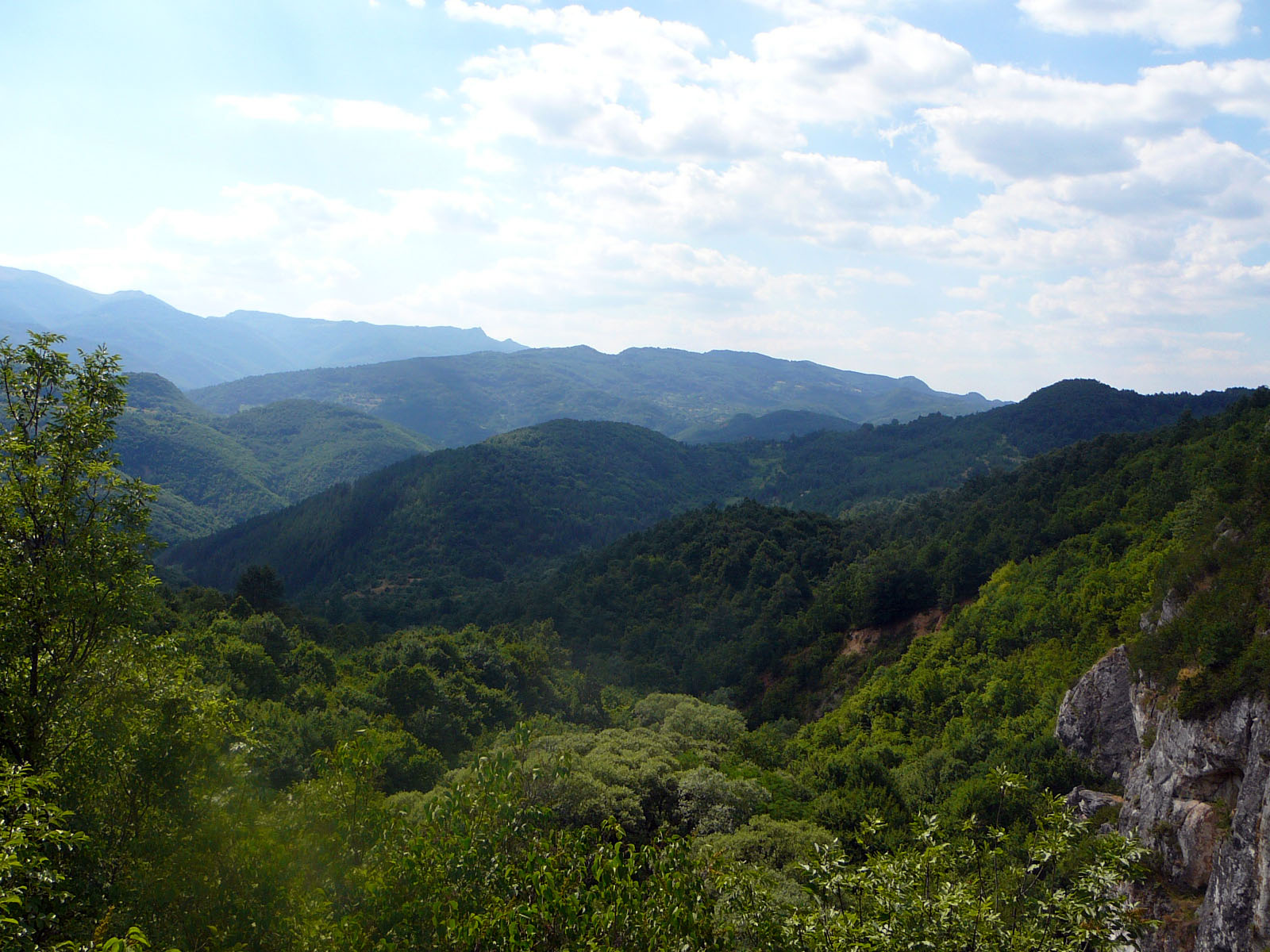

Vrabcha (en búlgaro: Врабча) es un pequeño pueblo dividido en la municipalidad de Tran en la provincia de Pernik. Se encuentra en Bulgaria occidental, a 70 km de la ciudad capital de Sofía y a 10 km de la ciudad de Tran. La aldea fue mencionada por primera vez en 1453 como Vrabets (Virabeç); su nombre se deriva de la palabra búlgara para gorrión, vrabets (врабец). Vrabcha es cortada en dos por la frontera búlgaro-serbia, su parte serbia se llama Vrapča (Врапча) y se encuentra en el municipio de Dimitrovgrad, en el distrito de Pirot. 
La ensenada de Vrabcha en la isla de Heywood frente a la isla Robert en las islas Shetland del Sur, en la Antártida lleva el nombre de Vrabcha.